# Cabo da Boa Esperança

O cabo da Boa Esperança (em africâner:  Kaap die Goeie Hoop; em inglês:  Cape of Good Hope; em neerlandês:  Kaap de Goede Hoop) ou primitivamente conhecido como cabo das Tormentas localiza-se a sul da Cidade do Cabo e a oeste da baía Falsa, na província do Cabo Ocidental, na África do Sul.

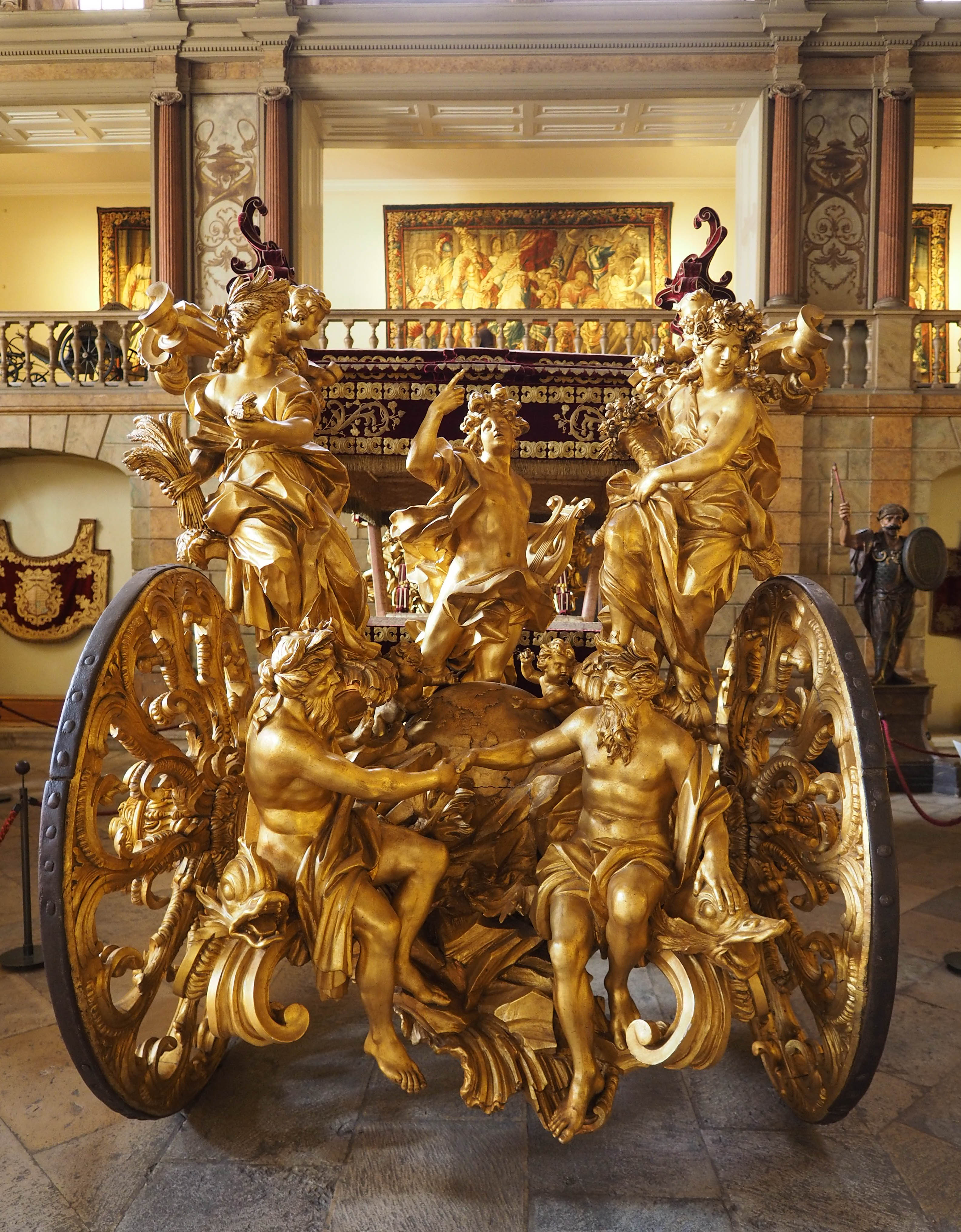
Coche dos Oceanos (1716) no Museu Nacional dos Coches. Sob o olhar de Apolo, o oceano Atlântico e o oceano Índico dão as mãos.

Ao contrário do que comumente se acredita, este cabo não é o extremo meridional do continente africano, que é o cabo Agulhas. É considerado um dos grandes cabos dos oceanos meridionais, e teve especial significado para os marinheiros durante muitos séculos. É muitas vezes referido em literatura marítima simplesmente como "o Cabo". É um ponto importante no percurso da rota dos clippers seguida pelos veleiros para o Extremo Oriente e Austrália, e ainda marcado como passagem em várias corridas de iates.

## História
Foi descoberto pela primeira vez em 1488 pelo navegador português Bartolomeu Dias. Contam as crónicas da época que, como foi avistado depois de vários dias em que os marinheiros sofreram violentas tempestades (tormentas), aquele navegador lhe pôs o nome de cabo das Tormentas. Ao retornar, entretanto, com a notícia, o rei João II de Portugal mudou-lhe o nome porque, ao ser dobrado, mostrou a ligação entre o oceano Atlântico e o oceano Índico e prometia a tão desejada chegada à Índia. Chamou-lhe, por isso, cabo da Boa Esperança — o topónimo que se perpetuou. Nas palavras do cronista:
"Partidos dali, houve vista daquele grande e notável cabo, ao qual por causa dos perigos e tormentas em o dobrar lhe puseram o nome de Tormentoso, mas el-rei D. João II lhe chamou cabo da Boa Esperança, por aquilo que prometia para o descobrimento da Índia tão desejada".
O mercador holandês Jan van Riebeeck estabeleceu um posto de reabastecimento no cabo em 6 de abril de 1652, que mais tarde evoluiu para se tornar na Cidade do Cabo.